# Scharfenberg (Wasgau)
Der Scharfenberg ist ein Berg im Pfälzerwald.

## Geographie

### Lage
Der Berg befindet sich im äußersten Westen der Gemarkung der Ortsgemeinde Leinsweiler; die Westflanke gehört bereits zur Stadt Annweiler am Trifels. Er besitzt zwei Gipfel, von denen einer 483,2 und der andere 471,3 Meter misst. Er stellt einen für dem Wasgau typischen, oben abgerundeten Felsenberg dar. Westlich von ihm erstreckt sich der Sonnenberg.

### Naturräumliche Zuordnung
1. Großregion 1. Ordnung: Schichtstufenland beiderseits des Oberrheingrabens
2. Großregion 2. Ordnung: Pfälzisch-saarländisches Schichtstufenland
3. Großregion 3. Ordnung: Pfälzerwald
4. Region 4. Ordnung (Haupteinheit): Wasgau
5. Region 5. Ordnung: Trifelsland

## Bauwerke und Natur
Auf den beiden Bergkuppen befinden sich die Ruinen der Burgen Anebos und Scharfenberg sowie mehrere Felsformationen wie Fensterfels, Jungturm und Münzfels.

## Tourismus
Über den Scharfenberg führen der mit einem grünen Dreieck markierte August-Becker-Wanderweg, der Prädikatswanderweg Pfälzer Weinsteig, Pfälzer Keschdeweg, sowie der Saar-Pfalz-Weg, der die Kennzeichnung Schwarzer Punkt auf weißem Balken trägt und von Saarbrücken nach Rülzheim verläuft.

## Verkehr
Die Trifelsstraße – zugleich Kreisstraße 2 – führt in einer großen Schleife um den Berg herum.